# 이오테크닉스
주식회사 이오테크닉스(영어: EO Technics)는 반도체 및 디스플레이, PCB 제조 공정에 사용되는 레이저 및 장비를 개발, 생산하는 대한민국의 반도체 기업이다.

## 역사
이오테크닉스는 1989년 4월 1일 설립되었으며, 1993년 12월 30일자로 법인전환되었다.
2000년 8월 24일, 코스닥 시장에 상장하였다.

## 제품
레이저 커팅 장비(Stealth Dicing, Grooving, Full cutting 포함) 삼성전자에 레이저 어닐링 장비를 납품하는 것으로 알려져 있다.